# Buffalo Wild Wings
Buffalo Wild Wings — сеть американских семейных ресторанов и спорт-баров. Заведения сети работают в США, Канаде, Мексике и в Филиппинах. В их традиционное меню входят куриные крылышки и различные соусы.

## История
Сеть «Buffalo Wild Wings» была основана в 1982 году Джеймсом Дисброу и Скоттом Лоури. Идея создания своего ресторана появилась у Дисброу и Лоури в 1980 году, когда они встретились в Кенте, штат Огайо, где Дисброу выступал в качестве судьи на любительских соревнованиях по фигурному катанию в Кентском государственном университете. Их первый ресторан был открыт в Колумбусе, штат Огайо, а затем, год спустя, открыли еще один ресторан той же сети в Вестервилле, Огайо.
Изначально данная сеть называлась Buffalo Wild Wings & Weck, в 1990 году сеть стала работать по принципу франчайзинга. В 1998 году сеть переименовали в Buffalo Wild Wings Grill & Bar. На февраль 2015 года количество заведений данной сети составляло 1070 (485 сетей принадлежит самой компании, а 585 работают по принципу франчайзинга) на территории всех 50 штатов Америки. С недавних пор данная сеть также известна под альтернативным названием B-Dubs.
До 1997 года штаб-квартира располагалась в Цинциннати, штат Огайо, а затем изменила местоположение и на данный момент находится в Миннеаполисе, штат Миннесота.
В 2010 году данная сеть объявила о своем расширении и о появлении её точек в Канаде. В 2012 году активы Buffalo Wild Wings составляли 495 миллионов долларов.